# Kalvö (Vänern)
Kalvö (auch Kalvöarna, deutsch Kalbsinsel) ist der Name einer Insel im schwedischen See Vänern. Kalvö liegt vor der Nordspitze der größten Vänerninsel Torsö und gehört zur Gemeinde Mariestad.
Kalvö ist durch nacheiszeitliche Landhebung aus den beiden Inseln Hemön und Österön entstanden. Neben einer schmalen Landbrücke sind die beiden Inselteile auch durch eine steinerne Brücke verbunden. Diese stammt aus der Zeit als dort noch umfangreich Landwirtschaft betrieben wurde, die aber 1963 eingestellt wurde.

## Kalvö skärgård
Der Kalvö Schärengarten gehört zum Schärengarten von Mariestadt und ist ein Naturreservat, das den größten Teil der Insel umfasst. Es ist auch ein Vogelschutzgebiet und Teil des europäischen Netzwerkes Natura 2000. 
Die vielen Buchten der Insel sind bei Badegästen beliebt. Die landwirtschaftlichen Gebäude werden als Ferienhaus genutzt.